# Чотири леви (фільм)
«Чотири леви» (англ. Four Lions) — британсько-французька кримінальна чорна комедія режисера Крістофера Морріса, що вийшла 2010 року. У головних ролях Різ Ахмед, Кайван Новак.
Сценаристами були Крістофер Морріс, Сем Бейн, Джессі Армстронґ і Саймон Блеквелл, продюсерами були Марк Герберт і Деррін Шлезінґер. Вперше фільм продемонстрували 23 січня 2010 року у США на кінофестивалі «Санденс». В Україні у кінопрокаті прем'єра фільму відбулась 16 грудня 2010 року.

## Сюжет
Омар, Вадж, Баррі і Файсал — четверо радикально налаштованих британських мусульман, які живуть у Шеффілді, одержимі мрією здійснити терористичний акт.
Омар і Вадж їдуть до пов'язаного з Аль-Каїдою тренувального табору в Пакистані, Баррі в цей час залучає п'ятого члена, Хасана, побачивши, як той вдавав, що вчинив атаку терориста-смертника на конференції. Навчання в Пакистані закінчується катастрофою, Омар намагаючись збити ймовірний дрон, запускає ракету, яка випадково знищує частину свого табору; пара змушена тікати.
Група не погоджується щодо того, якою має бути мета. Баррі хоче підірвати місцеву мечеть, сподіваючись, що така операція під фальшивим прапором викличе радикалізацію поміркованих мусульман; Фейсал пропонує підірвати аптеку, оскільки там продаються контрацептиви та тампони; загалом обговорюється багато абсурдних ідей, зокрема підірвати Інтернет.
Ахмед, консервативний, пацифістський брат Омара, намагається відмовити його від будь-яких насильницьких дій; однак Омар і його дружина глузують над Ахмедом. Група підозрює, що їх скомпрометували, і транспортує вибухівку на нове місце в продуктових пакетах. Фейсал спотикається, переходячи поле, і гине під час випадкового вибуху, підірвавши крім себе вівцю, що паслась на полі.
Зрештою ціллю для теракту вибирають Лондонський марафон. Прибувши на марафон, Вадж висловлює сумніви щодо моральності їхньої змови, але Омар переконує його продовжити її. Хасан пробує попередити офіцера поліції про їхню змову, але його вбивають спільники. Решта терористів впадають у паніку та намагаються втекти.
Вадж заходить у кафе, що продає кебаб і бере відвідувачів та персонал у заручники. Омар дзвонить Ваджу і переконує його відпустити всіх заручників, крім одного. Баррі знаходить Омара, вихоплює його телефон і ковтає SIM-карту. Баррі давиться сім-картою і починає задихатися, перехожий з добрих намірів намагається допомогти і ненавмисно активує бомбу.
Омар поспішає до найближчого телефонного магазину, щоб купити нову SIM-карту, щоб зв'язатися з Ваджем. Омар намагається вмовити Ваджа, але його розмову переривають, коли поліція атакує та вбиває заручника, прийнявши того за терориста. Потім бомба Ваджа підривається, вбиваючи всіх у шашличній. Збентежений Омар заходить до сусідньої аптеки та підриває власну бомбу.
В епілозі з'ясовується, що пізніше поліція заарештувала невинного брата Омара, як терориста; і що Омар несвідомо вбив Осаму бен Ладена, коли запустив ракету в Пакистані.

## У ролях
| Актор               | Персонаж              | Роль                               |
| ------------------- | --------------------- | ---------------------------------- |
| Різ Ахмед           | Омар (англ. Omar)     | один із британських ісламістів     |
| Кайван Новак        | Вадж (англ. Waj)      | один із британських ісламістів     |
| Найджел Ліндсей     | Баррі (англ. Barry)   | один із британських ісламістів     |
| Аділь Ахтар         | Файсал (англ. Faisal) | один із британських ісламістів     |
| Аршер Алі           | Хассан (англ. Hassan) | один із британських ісламістів     |
| Бенедикт Камбербетч | Ед (англ. Ed)         | поліцейський, який веде переговори |

## Сприйняття

### Критика
Фільм отримав позитивні відгуки: Rotten Tomatoes дав оцінку 82 % на основі 125 відгуків від критиків (середня оцінка 7,2/10) і 80 % від глядачів із середньою оцінкою 3,8/5 (21,675 голосів). Загалом на сайті фільми має позитивний рейтинг, фільму зарахований «стиглий помідор» від кінокритиків і «попкорн» від глядачів, Internet Movie Database — 7,3/10 (40 590 голосів), Metacritic — 68/100 (28 відгуків критиків) і 8,0/10 від глядачів (48 голосів). Загалом на цьому ресурсі від критиків і від глядачів фільм отримав позитивні відгуки.

### Касові збори
Під час показу у Великій Британії, що розпочався 7 травня 2010 року, протягом першого тижня фільм показали у 115 кінотеатрах і він зібрав $900 587, що на той час дозволило йому зайняти 6-те місце серед усіх прем'єр. Показ фільму протривав 5 тижнів і завершився 6 червня 2010 року. За цей час фільм зібрав у прокаті у Великій Британії 3 705 570  доларів США
Під час показу у США, що розпочався 5 листопада 2010 року, протягом першого тижня фільм показали у 8 кінотеатрах і він зібрав $41 512, що на той час дозволило йому зайняти 45-те місце серед усіх прем'єр. Показ фільму протривав 112 днів (16 тижнів) і завершився 24 лютого 2011 року. За цей час фільм зібрав у прокаті у США 304 616 доларів США (за іншими даними $310 007), а у решті світу 4 353 954  доларів США (за іншими даними $2 126 104), тобто загалом 4 658 570 доларів США (за іншими даними $2 436 111).

### Нагороди і номінації[11]
| Рік  | Нагорода                        | Категорія                                                     | Номінант                                     | Результат |
| ---- | ------------------------------- | ------------------------------------------------------------- | -------------------------------------------- | --------- |
| 2010 | British Comedy Awards           | Найкраща гра у британській комедії                            | Кайван Новак                                 | Перемога  |
| 2010 | British Comedy Awards           | Найбільший прорив у комедії — чоловіки                        | Кайван Новак                                 | Номінація |
| 2010 | British Comedy Awards           | Найкраща гра у британській комедії                            | Найджел Ліндсей                              | Номінація |
| 2010 | British Independent Film Awards | Найкращий британський незлежний фільм                         | стрічка                                      | Номінація |
| 2010 | British Independent Film Awards | Найкращий сценарій                                            | Крістофер Морріс, Сем Бейн, Джессі Армстронґ | Номінація |
| 2010 | British Independent Film Awards | Найкращий актор                                               | Різ Ахмед                                    | Номінація |
| 2010 | British Independent Film Awards | Найкращий другорядний актор                                   | Кайван Новак                                 | Номінація |
| 2011 | Премія БАФТА у кіно             | Видатний дебют британського режисера, сценариста чи продюсера | Крістофер Морріс                             | Перемога  |
| 2011 | Премія БАФТА у кіно             | Видатний британський фільм                                    | стрічка                                      | Номінація |

### Виноски
1. 1 2  Four Lions: Release Info (англ.). Internet Movie Database. Архів оригіналу за 17 серпня 2013. Процитовано 25 грудня 2013.
2. 1 2  Чотири леви (англ.). Kino-teatr.ua. Архів оригіналу за 27 грудня 2013. Процитовано 25 грудня 2013.
3. 1 2 3  Four Lions (англ.). Box Office Mojo. Архів оригіналу за 3 листопада 2013. Процитовано 25 грудня 2013.
4. 1 2 3 4  Four Lions (англ.). The Numbers. Архів оригіналу за 27 грудня 2013. Процитовано 25 грудня 2013.
5. 1 2  Four Lions (англ.). Internet Movie Database. Архів оригіналу за 11 грудня 2013. Процитовано 25 грудня 2013.
6. ↑  Four Lions (англ.). AllMovie. Архів оригіналу за 31 грудня 2013. Процитовано 25 грудня 2013.
7. ↑  Four Lions: Full Cast & Crew (англ.). Internet Movie Database. Архів оригіналу за 17 квітня 2016. Процитовано 25 грудня 2013.
8. ↑  Four Lions (англ.). Rotten Tomatoes. Архів оригіналу за 1 січня 2014. Процитовано 25 грудня 2013.
9. ↑  Four Lions (англ.). Metacritic. Архів оригіналу за 16 квітня 2014. Процитовано 25 грудня 2013.
10. ↑  Four Lions —Weekend Box Office (англ.). Box Office Mojo. Архів оригіналу за 26 грудня 2013. Процитовано 25 грудня 2013.
11. ↑  Four Lions: Awards (англ.). Internet Movie Database. Архів оригіналу за 18 квітня 2016. Процитовано 25 грудня 2013.